# Паспорт громадянина Мальти
Па́спорт громадяни́на Ма́льти — документ, що видається громадянам Мальти, для здійснення поїздок за кордон (за межі Європейського Союзу та Європейської економічної зони). Паспорт, так само як ідентифікаційна картка, забезпечує право на вільне переміщення та перебування в країнах Європейського Союзу та Європейської економічної зони.
Станом на 2015 рік громадяни Мальти можуть подорожувати без візи або отримувати візу на місці у 167 країнах.